# Julien Storti
Julien Storti ist ein ehemaliger französischer Bogenbiathlet.
Julien Storti gehörte zu den Pionieren in seiner Sportart bei Weltmeisterschaften. Er nahm erstmals bei der Premiere der WM, 1998 in Cogne, teil und gewann dort an der Seite von Sebastien Gachet und Emmanuel Jeannerod hinter der Vertretung aus Italien und vor Slowenien als Startläufer der Staffel die Silbermedaille. Ein Jahr später in Bessans gewann er mit Jeannerod und Jerome Guillot-Vignot als Startläufer im Staffelrennen hinter Italien und der Ukraine die Bronzemedaille. Auch 2001 konnte Storti in Kubalonka als Startläufer mit Jeannerod, Hugo Loewert und Sebastien Gardoni hinter Russland und Italien Staffel-Bronze gewinnen, Zudem konnte er mit dem Gewinn der Bronzemedaille im Einzel hinter Andrei Markow und Alberto Peracino seinen größten Einzelerfolg erreichen. Bei den Bogenbiathlon-Europameisterschaften 2001 in Pokljuka gewann er mit Jeannerod, Patrice Chapuis und Gardoni als Startläufer den Titel vor Russland und Italien.